# Перехода
Перехода (рус. Перехода) река је на северозападу европског дела Руске Федерације. Протиче преко преко територија Волотовског и Староруског рејона на западу Новгородске области. Притока је језера Иљмењ у који се улива у његовом југозападном делу, те део басена реке Неве и Балтичког мора.
Свој ток започиње у атару села Косткино на југу Волотовског рејона. Укупна дужина водотока је 73 km, док је површина сливног подручја око 384 km².
Протиче кроз тридесетак сеоских насеља од којих су највећа Видра, Сутоки, Взгљади и Борисово. Највећа притока је река Корењ.